# ТНХ (тенк)
ТНХ је серија чехословачких лаких тенкова из периода пре Другог светског рата.

## Историја
Нова Чехословачка држава, настала 1918, наследила је од Аустроугарске само неколико старих оклопних кола Ланциа, али и импресивну војну индустрију на челу са фабриком Шкода. Почињући од нуле, 1923-1930. Шкода и Татра произвеле су мањи број оклопних аутомобила ОА-23, ОА-27 и ОА-30, а након 1930. већа пажња посвећена је развоју тенкова. Крајем 20-их година, фабрика ЦКД постала је конкурент Шкоди, и 1933-1936. производила је танкете и лаке тенкове за војску Чехословачке. 1936-1937. обе фирме произвеле су заједно модерне лаке тенкове ЛТ-35, али су њихови производни капацитети превазишли потребе чехословачке војске. Једина могућност за даљи развој била је производња тенкова за извоз на страно тржиште.
| Производња       | до 1933 | 1934 | 1935 | 1936    | 1937            | 1938           | 1939                    |
| ---------------- | ------- | ---- | ---- | ------- | --------------- | -------------- | ----------------------- |
| ОА-23            | 9       | -    | -    | -       | -               | -              | -                       |
| ОА-27            | 15      | -    | -    | -       | -               | -              | -                       |
| ОА-30            | -       | 51   | -    | -       | -               | -              | -                       |
| Танкета модел 33 | -       | 70   | -    | -       | -               | -              | -                       |
| Шкода Т-32       | -       | -    | -    | -       | 8               | -              | -                       |
| АХ-IV            | -       | -    | -    | 50      | -               | 83             | -                       |
| ЛТ-34            | -       | -    | 20   | 30      | -               | -              | -                       |
| ЛТ-35            | -       | -    | -    | 15      | 262             | -              | -                       |
| ТНХ серија       | -       | -    | -    | 40(ТНХ) | 15(Р-2) 10(ТНХ) | 61(Р-2) 7(ЛТП) | 50(Р-2) 17(ЛТП) 24(ЛТХ) |

## Карактеристике
Идући испред свог времена, ЦКД је усвојио револуционарни амерички систем вешања "Кристи", који је омогућавао велике брзине и покретљивост ван пута. Овај нови систем успешно је примењен на танкетама АХ-IV (намењеним за извоз), а затим и на лаким тенковима ТНХ, који су били планирани наследник ЛТ-35. Резултат је био један од најбољих тенкова свог времена, чији је покретачки систем остао високо цењен до краја рата. Иако су се разликовали у детаљима, сви чланови ТНХ серије били су приближно слични. Четворочлана посада састојала се од возача и радио-оператера напред, са митраљезом у покретној лопти између њих, и командира и нишанџије у куполи. Купола је била ниска и заобљена, са додатном куполицом за командира на десној страни. Наоружање куполе састојало се од топа калибра 37 mm (60 метака) са још једним спрегнутим митраљезом (3.000 метака). Сва возила била су опремљена телеграфским радиом. По стандардима 1939/40. био је то изненађујуће добро уравнотежен тенк, али недостајала му је способност надоградње због узаног трупа. Није могао да понесе тежи топ, нити је било места за трећег члана посаде у куполи.

## Извоз
ТНХ серија била је одмах успешно распродата, најпре у Иран 1936-1937. (50 возила са ознаком ТНХ), а затим у Перу 1938-1939. (24 тенка ЛТП) и Швајцарску 1939. (24 тенка ЛТХ). За то време, Шкода је 1937-1939. извезла у Румунију 126 својих тенкова Р-2, прављених по истом моделу.

### Ирански ТНХ
Ирански модел из 1936. био је основни (описан горе), а од каснијих се разликовао слабијим мотором од само 100 КС.

### Перуански ЛТП
Перуански модел из 1938. био је лакши (само 7.3 t) , са оклопом до 25 mm, мотором од 126 КС и 3 митраљеза. Возила су била тако квалитетна да су нека остала у служби све до 1988.

### Швајцарски ЛТХ
Швајцарски модел из 1939. (непосредно пре окупације) био је нешто већи од ТНХ (7.7 t), са оклопом од 8–32 mm, брзином до 45 km/h и аутоматским топом калибра 24 mm као главним оруђем.

### Литвански ЛТЛ
Модел из 1939. (21 возило) након окупације испоручен Словачкој као ЛТ-40. Био наоружан аутоматским топом калибра 20 mm или само са 3 митраљеза (извиђачка верзија). Био је најтежа верзија (9.5 t) и најсличнија каснијем Панцер 38(т).

### За домаће тржиште
У пролеће 1938. Министарство одбране Чехословачке расписало је конкурс за 150 нових тенкова: победио је ТНХ ПС, који ће ући у историју у немачкој служби као Панцер 38 (т), пошто је Минхенским споразумом и окупацијом Чешке у марту 1939. у руке Трећег рајха пао целокупан арсенал Чехословачке републике: 15 ОА-27, 51 ОА-30, 51 ЛТ-34, 298 ЛТ-35 и свих 150 још неупотребљених ЛТ-38/Панцер 38 (т) - у немачкој служби до краја рата биће их 1414. Било је у томе поетске правде, пошто су чехословачки тенкови допринели паду Француске, која је издала Чехословачку у Минхену 1938.